# علی‌اصغر سلطانی
سید علی‌اصغر سلطانی (متولد ۱۳۴۷ در آمل) زبان‌شناس ایرانی و دانشیار دانشگاه باقرالعلوم و موسس و مدیر مسئول نشر لوگوس است. پژوهش‌های او عمدتاً در حوزه تحلیل گفتمان و نشانه‌شناسی و کاربست آن در مسائل ایران است.

## زندگی
سلطانی دوره دبیرستان را در دبیرستان امام خمینی آمل گذراند و دیپلم تجربی گرفت. لیسانس زبان و ادبیات انگلیسی را از دانشگاه شهید بهشتی و فوق لیسانس زبان‌شناسی همگانی را از دانشگاه تربیت مدرس گرفت. سپس با نگارش رساله‌ای دربارهٔ تحلیل گفتمان جریان‌های سیاسی پس از دوم خرداد به راهنمایی محمد دبیرمقدم و مشاورهٔ داود فیرحی از دانشگاه علامه طباطبایی دکترا گرفت. این رساله به صورت کتاب منتشر شد و مورد توجه منتقدان قرار گرفت. از سال ۱۳۷۵ تاکنون استاد گروه زبان انگلیسی دانشگاه باقرالعلوم است. او در دانشگاه تهران و دانشگاه حضرت معصومه نیز تدریس می‌کند.

## کتاب‌ها
- قدرت، گفتمان و زبان: سازوکارهای جریان قدرت در جمهوری اسلامی ایران، سیدعلی اصغر سلطانی، ناشر: نشر نی، ۱۳۸۳
- عربی معاصر به انضمام لهجه‌های اصلی عربی (العربیه المعاصره)، اکه هارث شولتس، سباستیان مایزل، سیدعلی اصغر سلطانی (مترجم)، سعدی صدیق (مترجم)، ناشر: علم
- اصول و روش نگارش دانشگاهی، سیدعلی اصغر سلطانی، ناشر: دانشگاه علوم انسانی مفید
- نگارش دانشگاهی: پاراگراف‌نویسی، سید علی اصغر سلطانی. ناشر: نشر لوگوس، 1396.
- نگارش دانشگاهی: مقاله‌نویسی، سید علی اصغر سلطانی. ناشر: نشر لوگوس، 1399.